# Michał I Rumuński
Michał I (Michał Hohenzollern-Sigmaringen, rum. Mihai I; ur. 25 października 1921 w Sinai, zm. 5 grudnia 2017 w Aubonne) – ostatni król Rumunii w latach 1927–1930 i 1940–1947. Syn księcia koronnego Karola (późniejszego króla Karola II) i księżniczki Heleny. Był następcą króla Ferdynanda I. W sierpniu 1944 roku miał udział w obaleniu dyktatury Iona Antonescu. W grudniu 1947 roku pod naciskiem ZSRR abdykował, a następnie w 1948 roku wyemigrował do Szwajcarii.

## Życiorys

### Obejmowanie tronu

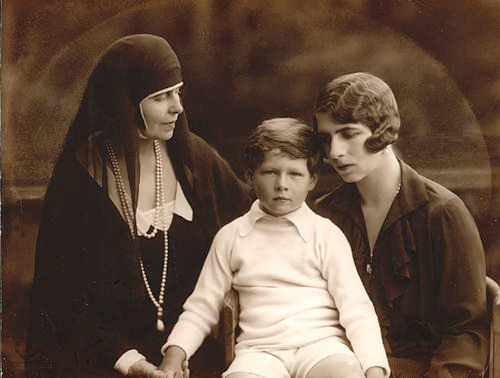
Michał z matką Heleną i babką ze strony ojca Marią na zdjęciu z lat 1927–1930

Michał przyszedł na świat 25 października 1921 roku w zamku Foișor w Sinai jako syn księcia koronnego Karola z dynastii Hohenzollern-Sigmaringen i księżniczki Heleny z dynastii Glücksburgów. 20 lipca 1927 roku małoletni Michał I objął tron po śmierci króla Ferdynanda I – faktyczną władzę sprawowała jednak Rada Regencyjna. 8 czerwca 1930 roku, z inicjatywy grupy polityków niezadowolonych z regencji, do kraju powrócił ojciec Michała I i przejął władzę jako Karol II. Michał niedługo później rozpoczął edukację w szkole założonej w 1932 roku przez ojca.
W 1940 roku rządy w Rumunii objął formalnie jako premier, de facto zaś jako dyktator Ion Antonescu, który zdecydował o przystąpieniu kraju do sojuszu z nazistowskimi Niemcami w II wojnie światowej. Karol II został odsunięty od władzy, a Michał (wówczas 19-letni) ponownie został proklamowany królem. Po zwycięstwie Armii Czerwonej nad 4 Armią rumuńską, król Michał I próbował przekonać Antonescu do ogłoszenia zawieszenia broni.

### Zamach stanu
W związku z odmową dyktatora 23 sierpnia 1944 roku doszło do zamachu stanu zorganizowanego przez Blok Narodowo-Demokratyczny, paramilitarne skrzydło komunistów i część armii rumuńskiej, w wyniku którego aresztowano Iona Antonescu i członków jego rządu. Sformowany przez króla rząd wydał rozkaz przerwania walk z Armią Czerwoną, a Antonescu został wydany ZSRR. Król Michał I ogłosił zerwanie sojuszu z Niemcami i wypowiedział im wojnę, stając tym samym po stronie aliantów.
W ciągu kilku kolejnych dni po zamachu duża część Rumunii, łącznie z Bukaresztem, znalazła się pod okupacją Armii Czerwonej (cały kraj opanowany został do końca października). 13 września podpisany został oficjalny układ rozejmowy z ZSRR, który pozwalał Armii Czerwonej oficjalnie stacjonować w Rumunii i dawał jej faktyczną kontrolę nad krajem, a Rumunię zobowiązywał do zbrojnego udziału w wojnie przeciwko Niemcom. Postanowiono też o powrocie do granic z 1940 roku (o ponownym włączeniu do ZSRR Besarabii i północnej Bukowiny oraz o odzyskaniu przez Rumunię od Węgier północnej części Siedmiogrodu).

### Przejęcie władzy przez komunistów
Po konferencji jałtańskiej w lutym 1945 roku wzrósł nacisk ZSRR na Rumunię. Wkrótce do Bukaresztu przyjechał wiceminister spraw zagranicznych ZSRR Andriej Wyszynski i wymusił na Michale I utworzenie rządu złożonego z komunistów, lewego skrzydła socjalistów, liberałów i Frontu Oraczy. Król uległ i 6 marca 1945 roku utworzony został rząd Petru Grozy. 6 lipca tego roku przywódca ZSRR Józef Stalin przyznał Michałowi Order „Zwycięstwo” za „mężny akt zdecydowanej zmiany polityki Rumunii w formie zerwania sojuszu z hitlerowskimi Niemcami i nawiązania przymierza ze zjednoczonymi narodami w chwili, kiedy pokonanie Niemiec jeszcze nie było pewne”. Od sierpnia 1945 do stycznia 1946 roku miał miejsce tzw. strajk królewski – Michał podjął bezskuteczną próbę przeciwstawienia się komunistycznemu rządowi Petru Grozy, odmawiając podpisywania dekretów.
W 1947 roku prezydent Stanów Zjednoczonych Harry Truman odznaczył Michała I Legią Zasługi najwyższego stopnia (Chief Commander) za „wyjątkowo pełną zasług i wybitną służbę”.
30 grudnia 1947 roku król Michał I został zmuszony do abdykacji (w razie odmowy komuniści zagrozili mu zabiciem kilkuset studentów o prokrólewskich sympatiach aresztowanych podczas protestów), a 3 stycznia 1948 roku do emigracji.

### Emigracja
Na emigracji żył początkowo w Wielkiej Brytanii, gdzie prowadził z żoną zakład stolarski, w którym produkował stoły z pokryw starych beczek, a potem fermę drobiu i ogród warzywny. W 1956 r. przeniósł się do Lozanny w Szwajcarii i zatrudnił w amerykańskiej firmie jako oblatywacz samolotów, w związku z czym krótko przebywał w USA. Przy okazji kilka miesięcy pracował na giełdzie w Nowym Jorku w charakterze maklera. Następnie przez kilka lat prowadził przedsiębiorstwo produkujące m.in. sprzęt elektroniczny.  Przez pewien czas mieszkał z rodziną u królowej matki Eleny we Florencji, a także na dworze królewskim w Kopenhadze. Później ponownie zamieszkał w Wielkiej Brytanii, a ostatnie 25 lat emigracji mieszkał w Versoix w Szwajcarii, niedaleko Genewy, gdzie prowadził warsztat samochodowy. W czasie wolnym remontował zabytkowe jeepy i współpracował z kolekcjonerami i klubami miłośników tych aut we Francji, Włoszech, w Szwajcarii, USA i Australii.
Przez cały czas emigracji interesował się sprawami Rumunii, utrzymywał kontakty z rumuńskimi emigrantami i okresowo wygłaszał orędzia do narodu na antenie rumuńskiej sekcji Radia Wolna Europa.

### Powrót do kraju

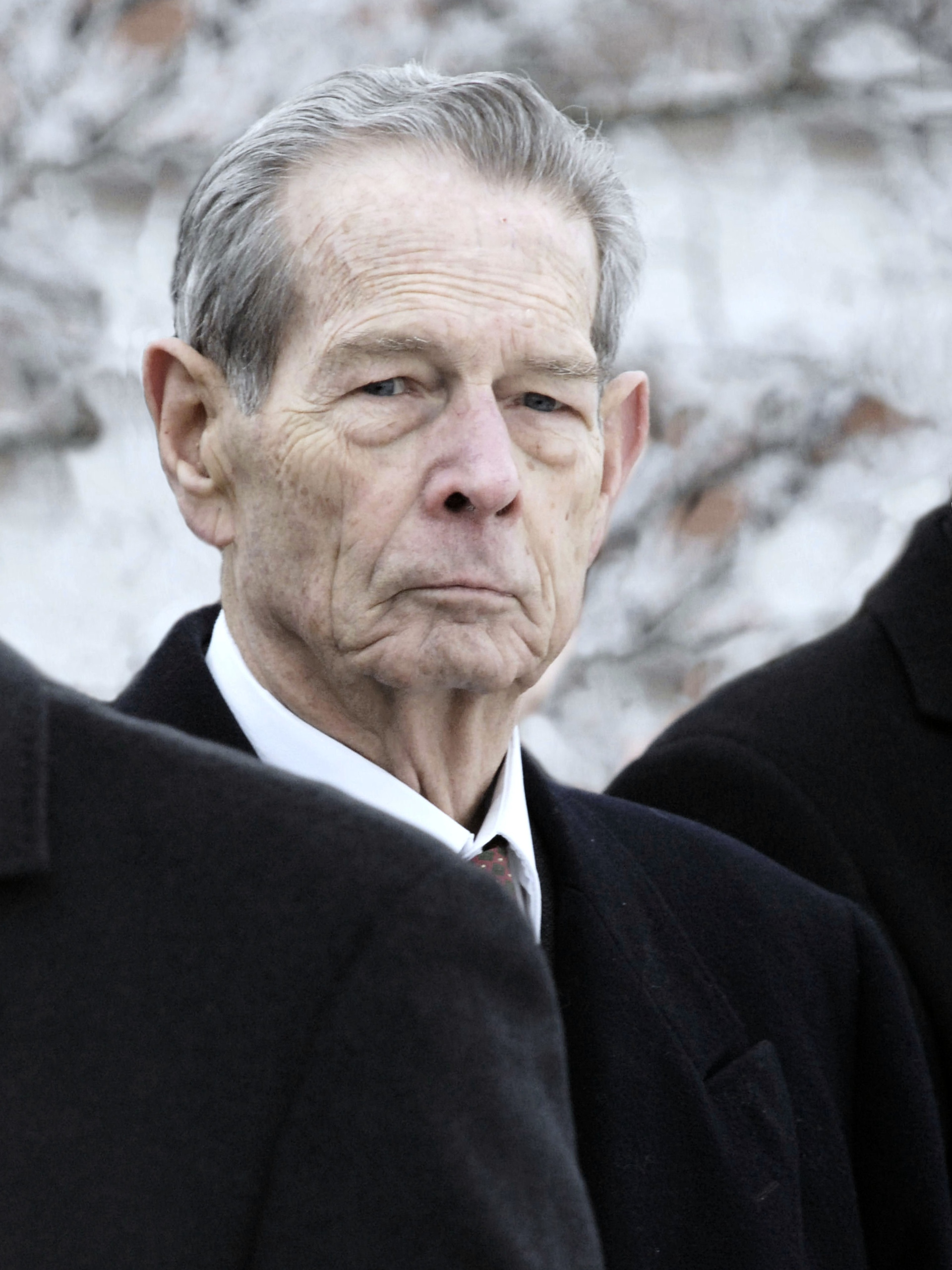
Michał I w 2007 roku

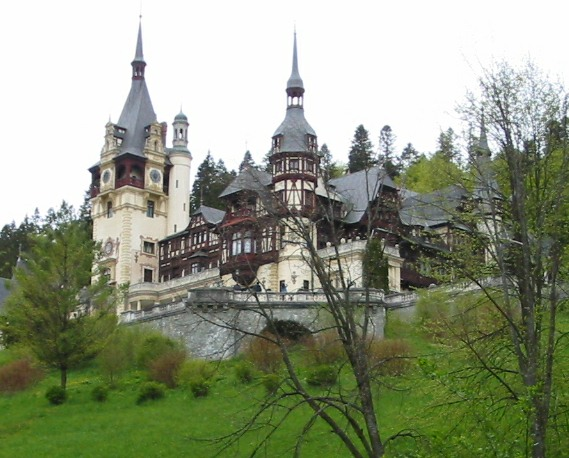
Pałac Peleș w Sinai zwrócony Michałowi I w 2006 roku

Po 1989 roku Michał I próbował wrócić do kraju. Raz został zatrzymany na lotnisku, potem udało mu się wyjechać poza Bukareszt, ale po kilku kilometrach zatrzymała go policja i zmusiła do wyjazdu. W 1992 roku nowy rząd Rumunii zezwolił w końcu Michałowi I na przyjazd do Rumunii, jednak nie umożliwił mu wystąpić w żadnej z państwowych instytucji. Tymczasem przemówienia Michała I z hotelowego balkonu wysłuchało 100 tysięcy mieszkańców stolicy, a ponad milion Rumunów wyszło na ulice Bukaresztu, aby zobaczyć przejazd byłego króla. Rząd, przestraszony entuzjastycznym przyjęciem Michała I, zabronił mu wjazdu do kraju na kolejne 5 lat. W 1997 roku nowym prezydentem Rumunii został Emil Constantinescu i powtórnie przyznał Michałowi I rumuńskie obywatelstwo. Michał I otrzymał również wszystkie uprawnienia byłej głowy państwa i był w kraju oficjalnie tytułowany królem. Przysługiwała mu m.in. ochrona i pensja byłej głowy państwa. Byłemu monarsze zwrócono również kilka rezydencji monarszych. Przywracając Michałowi obywatelstwo władze jednocześnie zwróciły się do niego z prośbą, by lobbował na europejskich dworach za przyjęciem Rumunii do NATO i UE, co były król sumiennie realizował.
W 2001 roku rząd nadał mu na mocy ustawy status byłej głowy państwa, przyznał jako rezydencję jeden z byłych pałaców królewskich, zaprosił do osiedlenia w kraju i zwrócił mu w ramach reprywatyzacji dwa pałace, które były prywatną własnością rodziny królewskiej. Michał i jego rodzina zaangażowali się aktywnie w życie społeczne i kulturalne Rumunii. W 2006 roku monarsze zwrócono pałac Peleș w Sinai, szesnaście lat wcześniej odremontowany i udostępniony do zwiedzania. W zamian za odpowiednie wynagrodzenie Michał I podtrzymał udostępnienie gmachu dla publiczności.
Król spędzał swój czas w Aubonne, małej szwajcarskiej wiosce nad jeziorem Genewskim, ale od kilku lat mieszkał też w swojej rezydencji w Săvârșin w zachodniej Rumunii, którą rodzina królewska nabyła w 1943 roku. Rodzina korzysta także z prywatności zapewnionej przez pałac Elisabeta, posiadłości w zielonym obszarze na północ od Bukaresztu, udostępnionym rodzinie królewskiej przez władze Rumunii. W pałacu tym, na pierwszym piętrze, król Michał I zmuszony został do abdykacji 30 grudnia 1947 roku.
30 grudnia 2007 roku Michał I ogłosił akt o nazwie „Fundamentalne prawa Rodziny Królewskiej Rumunii”, w którym uznał za spadkobierczynię praw do korony rumuńskiej swoją najstarszą córkę Małgorzatę. Dotychczasowe prawo sukcesyjne nie dopuszczało do dziedziczenia tronu przez kobiety, tym samym zaznaczył, że w razie restauracji monarchii należy znieść prawo salickie w zakresie dziedziczenia tronu. Zmiana zasad dziedziczenia ma prywatny charakter. Zgodnie z ostatnim prawem sukcesyjnym obowiązującym przed zniesieniem monarchii w Rumunii, następcą praw do tronu rumuńskiego jest Karol Fryderyk, książę Hohenzollern, głowa rodu Hohenzollern-Sigmarinen (ur. 20 kwietnia 1952).
25 października 2011 roku król wygłosił przed połączonymi izbami rumuńskiego parlamentu orędzie, w którym wezwał do uczciwości w życiu politycznym.

## Życie prywatne

### Małżeństwo i potomstwo
W listopadzie 1947 roku Michał I wyjechał do Londynu na ślub brytyjskiej księżniczki Elżbiety (późniejszej królowej Elżbiety II) z Filipem Mountbattenem i tam poznał księżniczkę Annę z dynastii Burbonów parmeńskich, swoją przyszłą żonę. Aby zawrzeć małżeństwo z nie-katolikiem (Michał był prawosławnym) Anna potrzebowała papieskiej dyspensy. Pius XII jej nie udzielił i dlatego para pobrała się w obrządku prawosławnym 10 czerwca 1948 roku w Atenach. Ślub ten nie został usankcjonowany przez Kościół katolicki, w związku z czym 9 listopada 1966 roku w Monako Michał i Anna wzięli drugi ślub, w obrządku katolickim. Małżonkom urodziło się pięć córek:
- Księżniczka Małgorzata (Margareta, ur. 1949), spadkobierczyni praw do rumuńskiego tronu („Strażniczka Korony Rumuńskiej”), żona Radu Dudy(inne języki), który w 2007 roku otrzymał tytuł księcia Rumunii;
- Księżniczka Helena(inne języki) (Elena, ur. 1950), żona (1) Robina Medforth-Millsa, (2) Alexandra Philipsa Nixon McAteera. Księżniczka Helena jest matką Nicholasa Michaela de Roumanie-Medforth-Mills (ur. 1 kwietnia 1985) oraz  Elisabety Kariny de Roumanie-Medforth-Mills (ur. 1989);
- Księżniczka Irena (Irina, ur. 1953) – w 1983 roku poślubiła Johna Kreugera, z którym rozwiodła się w 2003 roku, ponownie wyszła za mąż za Johna Wesleya Walkera. Irena ma dwójkę dzieci: Michaela Torstena de Roumanie-Kreuger (ur. 1985) i Angelikę Margaretę Biankę de Roumanie-Kreuger (ur. 1986), która poślubiła Richarda Roberta Knighta;
- Księżniczka Zofia (Sofia, ur. 1957) – w 1998 roku poślubiła Alaina Michela Léonce Biarneix de Laufenborg, rozwód nastąpił w 2002 roku; jedna córka Elisabeth-Maria Bianca Elena Biarneix de Laufenborg (ur. 1999);
- Księżniczka Maria(inne języki) (ur. 1964) – w 1995 roku poślubiła Polaka Kazimierza Mystkowskiego (ur. 13 kwietnia 1958 we wsi Łaś-Toczyłowo niedaleko Łomży). Para rozwiodła się w grudniu 2003 roku.

### Śmierć i pogrzeb

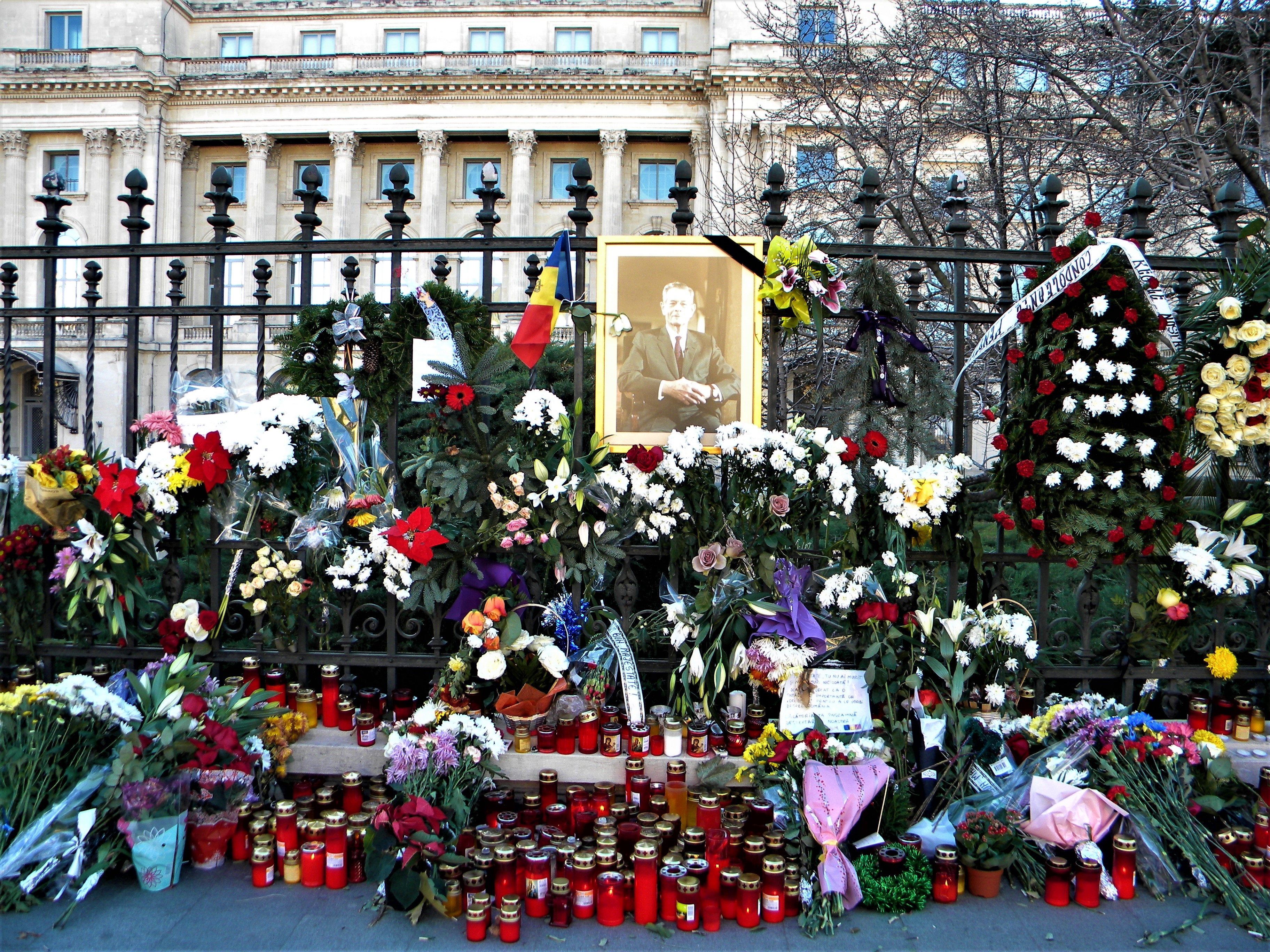
Kwiaty i znicze złożone przy ogrodzeniu pałacu Królewskiego w Bukareszcie jako wyraz hołdu dla zmarłego króla (zdjęcie z 8 grudnia 2017 roku)

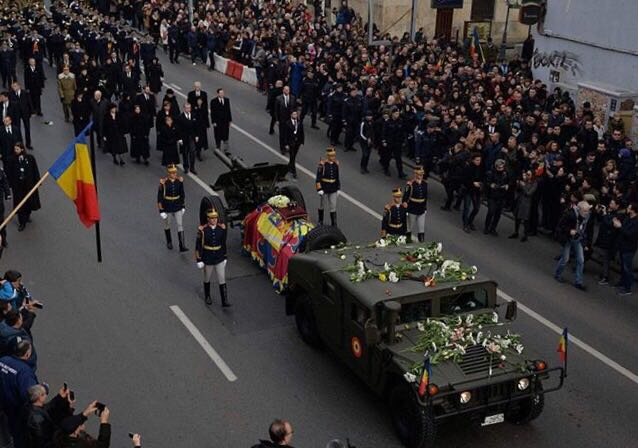
Trumna z ciałem Michała I na wojskowej lawecie w kondukcie pogrzebowym przechodzącym ulicami Bukaresztu 16 grudnia 2017 roku

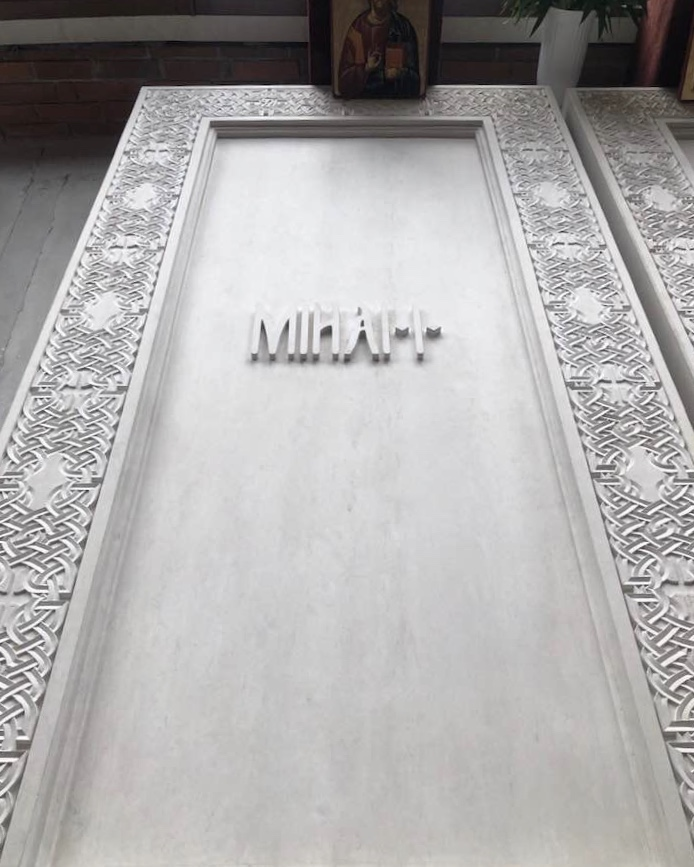
Grób Michała I

Michał I zmarł 5 grudnia 2017 roku w swojej posiadłości w szwajcarskim Aubonne w wieku 96 lat. W ostatnich latach życia były monarcha był leczony na białaczkę i innego rodzaju nowotwór złośliwy, o czym informowała w mediach jego rodzina.
13 grudnia 2017 roku trumna z ciałem Michała I została przywieziona do Rumunii specjalnie przeprojektowanym na tę okoliczność wojskowym samolotem, który o godzinie 11.00 wylądował na lotnisku Bukareszt-Otopeni. Na przylot samolotu, na którego pokładzie znajdowali się również członkowie rodziny królewskiej oraz przedstawiciele rumuńskiego rządu i Sił Zbrojnych, oczekiwali na płycie lotniska inni członkowie królewskiego rodu (m.in. najstarsza córka byłego króla, „Strażniczka Korony Rumuńskiej” Małgorzata) oraz przedstawiciele rumuńskich władz, parlamentarzyści, wojskowi i duchowni Kościoła Prawosławnego. Z lotniska trumnę przewieziono do pałacu Peleș w Sinai, gdzie po południu hołd zmarłemu monarsze złożyli prezydent Klaus Iohannis, premier Mihai Tudose i inni czołowi urzędnicy państwowi, zaś wieczorem została przetransportowana do pałacu Królewskiego w Bukareszcie.
Uroczystości pogrzebowe ostatniego króla Rumunii odbyły się 16 grudnia 2017 roku w Bukareszcie i miały charakter państwowy. W uroczystościach, których częścią było nabożeństwo pogrzebowe prowadzone przez patriarchę Rumuńskiego Kościoła Prawosławnego Daniela I, udział wzięło wielu europejskich monarchów, m.in. król Szwecji Karol XVI Gustaw i jego żona Sylwia, wielki książę Luksemburga Henryk, następca tronu Wielkiej Brytanii i książę Walii Karol, księżniczka Belgii Astryda i jej mąż Wawrzyniec, były król Hiszpanii Jan Karol I i jego żona Zofia oraz była królowa Grecji Anna Maria. Wcześniej dziesiątki tysięcy Rumunów zebrały się na placu Rewolucji, aby oddać hołd zmarłemu królowi, którego trumnę wystawiono przed pałacem Królewskim na specjalnym podium. Po nabożeństwie trumna została przewieziona koleją do Curtea de Argeș, gdzie pochowano ją w Cerkwi Zaśnięcia Matki Bożej obok grobu zmarłej rok wcześniej żony Michała I, Anny.

## Koncert pamięci
8 grudnia 2017 niemiecki dyrygent Matthias Manasi poprowadził transmitowany na całym świecie koncert upamiętniający króla, z udziałem Rumuńskiej Narodowej Orkiestry Radiowej i Akademickiego Chóru Radiowego w Sala Radio w Rumuńskiej Radio Broadcasting Company w Bukareszcie. Manasi dyrygował Requiem kompozytora Gabriel Fauré z solistami Veronicą Anușcą i Ștefanem Ignatem, oraz utworami Ludwig van Beethovena, Ernest Chaussona i Jules Masseneta z rumuńskim skrzypkiem Alexandru Tomescu w roli solisty.

## Nagrody

### Odznaczenia
Rumuńskie
- Wielki Mistrz Orderu Karola I[30]
- Wielki Mistrz Orderu Wiernej Służby[30]
- Wielki Mistrz Orderu Korony Rumunii[30]
- Wielki Mistrz Orderu Gwiazdy Rumunii[30]
- Order Michała Walecznego
- Order Ferdynanda I

Zagraniczne
- Order Domowy Książęcy Hohenzollernów (Hohenzollern-Sigmaringen)[31]
- Krzyż Wielki Królewskiego Orderu Wiktoriańskiego (Wielka Brytania)[30]
- Wielka Wstęga Orderu Leopolda (Belgia)[30]
- Krzyż Wielki Orderu Legii Honorowej (Francja)[30]
- Krzyż Wielki Orderu Zbawiciela (Grecja)[30]
- Łańcuch Orderu Jerzego I (Grecja)[32]
- Order Annuncjaty (Włochy)[30]
- Order Orła Białego (Polska, 1937)[33][34]
- Łańcuch Orderu Białej Róży (Finlandia, 1942)[35]
- Order „Zwycięstwo” (ZSRR, 1945)
- Wielki Komandor Legii Zasługi (USA, 1947)
- Medal jubileuszowy „60-lecia zwycięstwa w Wielkiej Wojnie Ojczyźnianej 1941–1945” (Rosja, 2005)[36]

### Wyróżnienia
Rumuńskie
- Tytuł doktora honoris causa Chrześcijańskiego Uniwersytetu Dimitrie Cantemira w Bukareszcie (2006)[37]
- Tytuł doktora honoris causa Uniwersytetu Medycyny i Farmacji Victora Babeșa w Timișoarze (14 października 2006)[38]
- Tytuł doktora honoris causa Uniwersytetu Nauk Agronomicznych i Medycyny Weterynaryjnej w Klużu-Napoce (7 października 2009)[39]
- Tytuł doktora honoris causa Uniwersytetu Politechnicznego w Timișoarze (28 grudnia 2010)[40]
- Tytuł doktora honoris causa Uniwersytetu Aleksandra Jana Cuzy w Jassach (8 maja 2012)[41]
- Tytuł doktora honoris causa Uniwersytetu Politechnicznego w Bukareszcie (25 maja 2012)[42]
- Tytuł doktora honoris causa Uniwersytetu Nauk Agronomicznych i Medycyny Weterynaryjnej w Bukareszcie (4 października 2012)[43]
- Tytuł doktora honoris causa Akademii Studiów Ekonomicznych w Bukareszcie (23 października 2012)[44]
- Tytuł doktora honoris causa Uniwersytetu Bukareszteńskiego (25 października 2012)[45]
- Tytuł doktora honoris causa Narodowego Uniwersytetu Obrony Karola I w Bukareszcie (21 maja 2013)[46]
- Tytuł honorowego obywatela okręgu Călărași (2011)[47]
- Tytuł honorowego obywatela Techirghiola (27 sierpnia 2011)[48]
- Tytuł honorowego obywatela Krajowy (25 kwietnia 2013)[49]
- Tytuł honorowego obywatela gminy Stremț (10 października 2014)[50]
- Medal Alexandru Șafrana od społeczności rumuńskich Żydów (13 października 2010)[51]

Zagraniczne
- Nagroda Hanno R. Ellenbogen Citizenship Award od Praskiego Towarzystwa Współpracy Międzynarodowej (Czechy, 10 maja 2007)[52][53]
- Tytuł Freeman of the City of London(inne języki) (Wielka Brytania, 2011)[47]
- Tytuł honorowego obywatela Kromieryża (Czechy, 23 października 2011)[54]

## Upamiętnienie
25 października 2012 roku, w 91. urodziny Michała I, w Bukareszcie otwarto nazwany imieniem byłego króla plac, utworzony w miejscu skrzyżowania bulwaru Kiseleffa i ulicy Iona Mincu. Na placu tym w 2012 roku zbudowano także pomnik monarchy, mający postać popiersia.
W 2017 roku, już po śmierci Michała I, imieniem władcy nazwano bukareszteński Park Herăstrău.
25 października 2021 roku, w 100. rocznicę urodzin monarchy, w jego rodzinnym mieście Sinai dokonano odsłonięcia jego pomnika w formie posągu. Projekt monumentu, autorstwa Bogdana Ioana, został wybrany w międzynarodowym konkursie.
W 2022 roku jedną z ulic w Timișoarze, bulwar Republiki (rum. Bulevardul Republicii), przemianowano na „bulwar Michała I” (rum. Bulevardul Regele Mihai I).